# Орбу
Орбу або ж Фьюморбу (фр. Fium'orbu корс. Orbu) — річка Корсики (Франція). Довжина 45,8 км, витік знаходиться на висоті 2 160 метрів над рівнем моря на схилах гори Монте Реносо (Monte Renoso) (2352  м). Впадає в Середземне море.
Протікає через комуни: Чіаманначче, Пальнека, Агйоне, Серра-ді-Ф'юморбо, Луго-ді-Нацца, П'єтрозо, Поджо-ді-Нацца, Гізоначча, Гізоні, Прунеллі-ді-Фьюморбо і тече територією департаменту Південна Корсика та кантонами: Бастеліка (Bastelica), Цикаво (Zicavo), Веццані (Vezzani), Гізоні (Ghisoni), Прунеллі-ді-Фьюморбо (Prunelli-di-Fiumorbo).